# Il corvo - Preghiera maledetta
Il corvo - Preghiera maledetta (The Crow: Wicked Prayer) è un film del 2005 diretto da Lance Mungia. È il quarto film della serie basata sul fumetto di James O'Barr Il corvo. Il film è anche basato su un romanzo di Norman Partridge dallo stesso titolo. In Italia fu distribuito inizialmente per il noleggio col titolo The Cult.

## Trama
Un desolato territorio dell'Arizona. Il giovane Jimmy Cuervo, conosciuto nella sua cittadina come Jimmy il Corvo, sta finendo di scontare gli ultimi giorni di lavori forzati a causa dell'omicidio di un ragazzo che stava per violentare la sua fidanzata, Lily. Nonostante i maltrattamenti, e la repulsione che prova la comunità in cui vive, un giorno Jimmy decide di andarla a trovare per farle la proposta di matrimonio, ma i due alla fine finiscono uccisi a causa di un gruppo di satanisti e del loro capo Luc Crash che intende diventare come Satana attraverso un rituale. Il rituale consiste nel cavare gli occhi blu a Lily, che ha sangue indiano nelle vene e un potere che si trasmette da generazioni, e darli alla sua fidanzata Lola Byrne, anche lei satanista nonché una strega esperta nella magia nera, per donarle il potere di prevedere il futuro, e strappare il cuore a Jimmy per donare a Luc il potere che gli serve per trasformarsi nell'Anticristo.
Luc e i suoi tre amici satanisti si identificano come i Quattro Cavalieri dell'Apocalisse, ovvero Morte, Guerra, Carestia e Pestilenza.
Dopo aver ucciso Jimmy e Lily, li buttano in una discarica. Quella stessa notte, Jimmy ritorna sulla Terra, creatura in bilico tra la vita e la morte, posseduto dal mistico potere del Corvo. Jimmy, dopo aver preso il corpo di Lily e averlo riportato a casa, brucia la sua roulotte e si trucca come Lily aveva truccato lui un anno prima per la "Festa del Corvo": da quel momento inizia la sua vendetta. Luc diventa l'Anticristo, ma soltanto temporaneamente visto che deve sacrificare una vergine pura per completare il rituale. Irrompono così a un matrimonio uccidendo tutti gli invitati, ma senza trovare la ragazza che stanno cercando. Intanto lo sceriffo Tanner, fratello di Lily, informa suo padre Harold che sua figlia è morta e quest'ultimo deciderà di uccidere Jimmy ritenendolo colpevole, non sapendo che è morto anche lui. Il primo di cui Jimmy si vendica è Pestilenza. Nel frattempo Luc, la sua fidanzata Lola, Guerra e Carestia continuano a fare vittime per completare il rituale che potrà permettere a Luc di divenire il diavolo incarnato. Quella stessa notte Jimmy ruba il carro funebre che trasporta il corpo di Lilly, che poi seppellisce.
In seguito uccide anche Carestia e dopo intraprende una battaglia con Luc/Morte e Guerra, venendo però ferito dallo stesso Luc, che riesce a ferire anche il corvo. Jimmy decide di scappare, salvando anche un bambino di colore dalla furia omicida di Guerra. Tanner riesce a incontrare Jimmy, e quest'ultimo gli rivela tutto quello che è successo, facendolo diventare un suo alleato. Intanto Luc, Lola e Guerra faranno visita a El Niño che è a capo di una comunità satanista che abita in una chiesa sconsacrata, dove Luc e Lola completano il loro rituale. Nel momento stesso, Jimmy arriva sul posto e uccide anche Guerra, con l'aiuto dei cittadini della comunità. Lola, ha dei ripensamenti, ma viene convinta dal suo amante. Luc ora è divenuto il Satana, è molto più potente, e convince Lola, ora divenuta sua moglie, a uccidere El Niño, vendicandosi di averla fatta prostituire e aggregare alla sua setta. Jimmy, ora vulnerabile, viene ferito nuovamente da Luc, quindi quest'ultimo deve avere un rapporto sessuale con lei nel cimitero indiano per completare il rituale e acquisire maggiori poteri. Intanto Harold, suo figlio Tanner e altri suoi alleati liberano Jimmy e, con una danza voodoo indiana, Harold fa guarire il corvo. Jimmy, dopo un duro combattimento finale, riesce a uccidere Luc mentre Lola è arrestata da Tanner, e Jimmy si ricongiunge per sempre con la sua amata Lily.

## Distribuzione
Il film è stato distribuito direttamente per il mercato home video il 20 ottobre 2005 in Italia, mentre in USA è stato proiettato a Seattle, Washington, il 3 giugno 2005 alle premiere del film, e in Francia è stato proiettato il 13 maggio 2005 al Cannes Film Market.

## Accoglienza
Il film è stato stroncato dalla critica, con un indice di gradimento pari allo zero per cento sulla base di sei recensioni sul sito Rotten Tomatoes.